# Hyperbraille
 (août 2017).
 (avril 2019).
 (mai 2011).
Le projet Hyperbraille consiste à produire et tester un système (encore expérimental en 2010) de plage braille permettant la reproduction (via des structures saillantes) de graphiques, dessins, à l'usage d'aveugles ou personnes très malvoyantes . 
Le modèle tel qu'existant en 2010 permet également la conversion automatiquement de textes numériques en caractères braille.

## Histoire
L'hyperbraille est une version étendue aux graphiques des principes du braille, système d'éctiture destiné aux aveugles, inventé par Louis Braille. Des outils numériques élargissant les possibilités offertes aux personnes déficientes visuelles sont en développement depuis la fin des années 1990.
En 2010, on expérimente une plage braille comportant un logiciel transcrivant en relief les données des suites Microsoft Office et de nombreux programmes utilisés sur l'Internet. 
Le prototype et l'état des recherches ont été présentés au salon SightCity  consacré aux aides techniques destinées aux personnes aveugles ou malvoyantes. 
Le projet Hyperbraille est financé le ministère fédéral allemand pour l'économie et la technologie (BMWi) avec 4,1 millions d'euros dont bénéficient plusieurs partenaires (Metec AG, F.H. Papenmeier GmbH & Co. KG, IMS Chips et l'Institut en informatique de l'université technique de Dresde et l'université de Potsdam).

## Commercialisation annoncée
Le premier appareil Hyperbraille commercialisé est annoncé pour 2011, et il devrait être présenté au salon SightCity de cette même année 2011.
Il devrait notamment permettre aux personnes aveugles ou profondément malvoyantes de bien mieux profiter d'Internet (pour le lire, et pour y contribuer via les suites logicielles classiques), pour un prix annoncé comme ne devant pas dépasser les 2 à 2,5 fois le prix d'une plage braille standard